# Dunkle Schlankbeutelratte

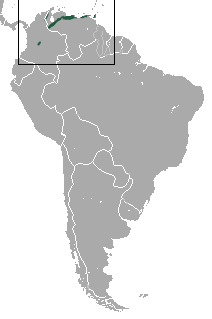
Verbreitungsgebiet (grün)

Die Dunkle Schlankbeutelratte (Marmosops fuscatus, Syn.: Marmosa fuscata, Marmosops cracens) ist eine Beuteltierart, die in den Bergen und im Tiefland des nördlichen Venezuela vorkommt. In Kolumbien fehlt die Art. Kolumbianische Schlankbeutelratten, die ursprünglich Marmosops fuscatus zugeordnet wurden, gehören zu Marmosops caucae und Marmosops carri aus Trinidad, früher als Unterart zu Marmosops fuscatus gestellt, ist heute eine eigenständige Art.

## Beschreibung
Die Tiere erreichen eine Kopfrumpflänge von etwa 13,2 bis 14 cm, haben einen etwa 15 cm langen Schwanz und erreichen ein Gewicht von etwa 70 g. Die Hinterfußlänge liegt bei 20 mm und die Ohren sind ca. 25 mm lang. Die Condylobasallänge liegt bei 31,8–35,4 mm. Das Fell ist bei Exemplaren aus der Cordillera de Mérida in der Rückenmitte 7 bis 9 mm lang. Tiere aus niedrigeren Regionen haben ein kürzeres Fell. Es ist in der Rückenmitte graubraun bis sepiafarben und wird zu den Körperseiten hin deutlich heller. Das Bauchfell ist weißlich. Die Bauchhaare haben graue Basen und weißliche Spitzen. Die Oberseiten der Füße sind hell. Der Schwanz, dessen Länge etwa 110 % der Kopfrumpflänge beträgt, ist auf der Oberseite dunkel und auf der Unterseite deutlich heller. Weibchen haben keinen Beutel. Die Anzahl der Zitzen ist unbekannt. Der Karyotyp besteht aus einem Chromosomensatz von 2n=14 Chromosomen (FN=24).

## Lebensraum und Lebensweise
Die Dunkle Schlankbeutelratte kommt in immergrünen Regenwäldern, Berg- und Nebelwäldern bis in Höhen von 2400 Metern vor. Man findet sie auch auf Kahlschlagflächen und in Gärten und oft nah an Gewässern oder in besonders feuchten Regionen. Über ihre Ernährung ist nichts genaueres bekannt, es ist aber anzunehmen, das sie sich wie andere Schlankbeutelratte vor allem von Insekten und Früchten ernährt. Sie ist wahrscheinlich nachtaktiv und lebt sowohl kletternd in Sträucher und in Lianendickichten als auch auf dem Erdboden. Die Individuendichte liegt bei 25 bis 325 Exemplaren auf einem Quadratkilometer. Die Weibchen gebären im Schnitt sechs Jungtiere, bei einer bis zwei Geburten im Jahr. Die Jungtiere werden mit einem Alter von sechs Monaten geschlechtsreif.

## Status
Für die IUCN liegen zu wenig Daten vor, um die Dunkle Schlankbeutelratte in eine Gefährdungsstufe einzuordnen. Sie kommt in verschiedenen Schutzgebieten vor, der größte Teil ihres Lebensraums wird jedoch intensiv vom Menschen genutzt und ist in Ackerland umgewandelt worden.

## Belege
1. 1 2  Juan F. Díaz-Nieto, Robert S. Voss: A Revision of the Didelphid Marsupial Genus Marmosops, Part 1. Species of the Subgenus Sciophanes. Bulletin of the American Museum of Natural History Number 402 :1-70. 2016, doi: 10.1206/0003-0090-402.1.1. Seite 35–37.
2. 1 2 3  Diego Astúa: Family Didelphidae (Opossums). in Don E. Wilson, Russell A. Mittermeier: Handbook of the Mammals of the World – Volume 5. Monotremes and Marsupials. Lynx Editions, 2015, ISBN 978-84-96553-99-6. Seite 185.
3. ↑  Marmosops fuscatus in der Roten Liste gefährdeter Arten der IUCN 2016. Eingestellt von: Pérez-Hernandez, R., Ventura, J. & López Fuster, M., 2015. Abgerufen am 2. Februar 2019.